# Trefaldighetskyrkan, Stockholm
Trefaldighetskyrkan, en gudstjänstlokal tidigare tillhörande Trefaldighets Metodistförsamling i Stockholm, Majorsgatan 5–7, inte långt från Östermalmstorg. Kyrkolokalen såldes 2014 till regissören Jonas Åkerlund och ägs sedan 2021 av den internationella privata elitklubben Soho House.

## Kyrkobyggnaden
Församlingen utlyste 1893 en arkitekttävling om en ny kyrka på Majorsgatan på Östermalm i vilken arkitekturprofessorn och den i uppgiften ofta anlitade Isak Gustaf Clason utsågs till tävlingsdomare. Clason förordade ritningarna till en centralkyrka vilka utformats av Johan Nordqvist, men han var inte nöjd med fasadernas utformning för vilka han krävde en enhetligare och lugnare karaktär. Uppdraget att omforma dessa gick då vidare till den medtävlande arkitekten Johan Laurentz.
Kyrkan kom att uppföras i nygotisk stil 1893–1894. Byggnadsmaterialet är rött tegel med dekorativa detaljer i kalksten och sandsten. Kyrkans huvudfasad i öster vetter mot den smala Majorsgatan vars bebyggelse på denna tid dominerades av lägre tvåvåningshus. Den domineras av ett högt mittparti med stora fönster i övervåningens kyrksal. Detta mittparti flankeras av sidopartier med portaler från vilka trappor leder upp till gudstjänstrummet. 
I det Nordqvistska kyrkorummet förenas traditionalism och radikalitet. Den öppna och inbjudande solfjädersformad är symmetriskt uppbyggd med ett stjärnvälvt kyrkorum som smalnar av mot koret i väster, inåt gården. På ömse sidor om koret står små trapptorn. Mellan trapptornen är ett korskrank anbragt med altarpredikstol och orgel. Rummet mellan skranket och den polygonalt avslutade västmuren disponeras av kören. 
Den obundna stilen i mötet mellan traditionell gotisk form och en radikal planlösning följde en rådande kontinental utveckling men var en nyhet i Sverige. Kyrkan uppmärksammades och berömdes i den samtida fackpressen för den goda planlösning och fina akustiken.
Metodistkyrkan förklarades, som första frikyrka i landet, som byggnadsminne 1970. Skyddsföreskrifterna omfattar exteriören och kyrksalen. Fastigheten är även blåmärkt av Stadsmuseet i Stockholm vilket betyder "att bebyggelsen bedöms ha synnerligen höga kulturhistoriska värden".
Kyrkan såldes i oktober 2014 till filmregissören Jonas Åkerlund, eftersom församlingen blivit för liten för att bära kostnaderna för kyrkan. År 2021 förvärvade den internationella privata elitklubben Soho House kyrkan från Åkerlund i syfte att inrätta en exklusiv klubblokal för sina medlemmar.

## Inventarier
- Dopfunten, ljusbärare i mässing, körens processionskors i trä samt sex praktfulla altarljusstakar i mässing, är utförda av skulptören Ture Jerkeman.
- Över predikstolen i koret finns en gipsrelief infogad med Golgatamotiv. Reliefen är utförd av skulptören Carl Johan Dyfverman.